# Donji Zvečaj
 Donji Zvečaj  falu Horvátországban, Károlyváros megyében. Közigazgatásilag Duga Resához tartozik.

## Fekvése
Károlyvárostól 13 km-re, községközpontjától 6 km-re délnyugatra, a Mrežnica bal partján  fekszik.

## Története
A faluban már 1673-ban állt egy fatemplom, mely helyett 1693-ban építettek újat. 
A településnek 1857-ben 119, 1910-ben 235 lakosa volt. A trianoni békeszerződésig Zágráb vármegye Károlyvárosi járásához tartozott. 2011-ben 166 lakosa volt.

## Lakosság
| Lakosság változása | Lakosság változása | Lakosság változása | Lakosság változása | Lakosság változása | Lakosság változása | Lakosság változása | Lakosság változása | Lakosság változása | Lakosság változása | Lakosság változása | Lakosság változása | Lakosság változása | Lakosság változása | Lakosság változása | Lakosság változása |
| ------------------ | ------------------ | ------------------ | ------------------ | ------------------ | ------------------ | ------------------ | ------------------ | ------------------ | ------------------ | ------------------ | ------------------ | ------------------ | ------------------ | ------------------ | ------------------ |
| 1857               | 1869               | 1880               | 1890               | 1900               | 1910               | 1921               | 1931               | 1948               | 1953               | 1961               | 1971               | 1981               | 1991               | 2001               | 2011               |
| 119                | 224                | 203                | 236                | 224                | 235                | 241                | 243                | 281                | 260                | 265                | 243                | 245                | 219                | 172                | 166                |

## Nevezetességei
Keresztelő Szent János tiszteletére szentelt temploma egy 1673-ban már említett régi fatemplom helyén épült 1693-ban. Egyhajós épület, sokszögzáródású szentéllyel, a bejárat elé épített előtérrel. Harangtornya a hajóhoz van hozzáépítve. A templomban három, nagyon értékes késő reneszánsz oltár áll. A Keresztelő Szent Jánosnak szentelt főoltár 1687-ben készült. A mellékoltárok Nepomuki Szent János és a Boldogságos Szűz Mária tiszteletére vannak szentelve, 1687-ben és 1689-ben készültek. Orgonája J. Heilinger károlyvárosi műhelyében készült 1836-ban.